# Joakim
Joakim ist ein männlicher Vorname, der u. a. im Finnischen und insbesondere in den skandinavischen Sprachen vorkommt. Die deutsche Form des Namens ist Joachim; zu Herkunft und Bedeutung des Namens siehe dort.

## Namensträger
- Ioakim I. (Patriarch) (Ioakim von Tarnowo, auch: Joakim; † 1246), von 1235 bis 1246 Patriarch der Bulgarisch-Orthodoxen Kirche
- Joakim Andersson (* 1989), schwedischer Eishockeyspieler
- Joakim Andersson (Badminton) (* 1977), schwedischer Badmintonspieler
- Joakim Aune (* 1993), norwegischer Skispringer
- Joakim Berg (* 1970), schwedischer Komponist, Texter und Sänger
- Joakim Blom (* 1976), ehemaliger schwedischer Basketballspieler
- Joakim Bonnier (1930–1972), schwedischer Rennfahrer
- Joakim Brodén (* 1980), schwedisch-tschechischer Sänger und Musiker
- Joakim Göthberg (* 20. Jahrhundert), schwedischer Musiker und Produzent
- Joakim Haeggman (* 1969), schwedischer Golfer
- Joakim Hedqvist (* 1977), schwedischer Bandyspieler
- Joakim Ingelsson (* 1963), schwedischer Orientierungsläufer
- Joakim Larsson (* 1984), schwedischer Handballspieler
- Joakim Nikolai Krej Lindholm (1832–1907), Mediziner
- Joakim Mæhle (* 1997), dänischer Fußballspieler
- Joakim Milder (* 1965), schwedischer Jazz-Saxophonist
- Joakim Nilsson (Fußballspieler, 1966) (* 1966), schwedischer Fußballspieler
- Joakim Nilsson (Fußballspieler, 1985) (* 1985), schwedischer Fußballspieler
- Joakim Nilsson (Fußballspieler, 1994) (* 1994), schwedischer Fußballspieler
- Joakim Noah (* 1985), US-amerikanischer Basketballspieler
- Joakim Nyström (* 1963), schwedischer Tennisspieler
- Joakim Persson (Fußballspieler) (* 1975), schwedischer Fußballspieler
- Joakim Pirinen (* 1961), schwedischer Illustrator, Autor, Dramaturg und Comiczeichner
- Joakim Puhk (1888–1942), estnischer Unternehmer und Sportfunktionär
- Joakim Reiter (* 1974), schwedischer Diplomat
- Joakim Runnemo (* 1986), schwedischer Fußballspieler
- Joakim Ryan (* 1993), US-amerikanischer Eishockeyspieler schwedischer Herkunft
- Joakim Frederik Schouw (1789–1852), dänischer Botaniker und Hochschullehrer
- Joakim Segedi (1904–2004), kroatischer Weihbischof von Križevci
- Joakim Sjöhage (* 1986), schwedischer Fußballspieler
- Joakim Frederik Skovgaard (1856–1933), dänischer Maler, Bildhauer und Kunsthandwerker
- Joakim Joakimowitsch Watsetis (1873–1938), lettischer Offizier, siehe Jukums Vācietis